# هوشنگ ظریف
هوشنگ ظریف (زادهٔ ۱۶ آذر ۱۳۱۷ – درگذشته ۱۷ اسفند ۱۳۹۸) موسیقی‌دان و نوازندهٔ تار اهل ایران بود.

## زندگی
هوشنگ ظریف در تهران زاده شد. او پس از پایان دورهٔ ابتدایی در هنرستان موسیقی ملی، با مدیرت روح‌الله خالقی، نام‌نویسی کرد و از آموزش‌های هنرمندانی نظیر: موسی معروفی، علی‌اکبر شهنازی، روح‌الله خالقی، جواد معروفی و حسین تهرانی بهره‌مند شد. پس از پایان تحصیل در سال ۱۳۳۷ به عنوان هنرآموز سرود و موسیقی، به استخدام وزارت فرهنگ و هنر درآمد. پس از آن به تدریس در سازمان پیشاهنگی ایران پرداخت و همکاری خود را نیز به عنوان هنرآموز موسیقی نابینایان، با سازمان خدمات اجتماعی کشور، آغاز نمود. او به عنوان نوازنده و تکنواز در گروه‌ها و ارکسترهای گوناگونی مانند: ارکستر موسیقی ملی، ارکستر صبا و… به اجرای موسیقی پرداخت. هوشنگ ظریف به دعوت حسین دهلوی، از سال ۱۳۴۲ تا ۱۳۵۹ به مدت ۱۷ سال به تدریس تار در هنرستان موسیقی پرداخت. وی همچنین از سال ۱۳۶۱ تا اواخر دهه ۷۰ در سازمان جوانان زرتشتی (فروهر) به تدریس تار پرداخت. هوشنگ ظریف سال‌ها به عنوان تکنواز تار، در ارکسترهای سازمان ملی، وابسته به وزارت فرهنگ و هنر، در سازمان رادیو تلویزیون ملی ایران به اجرای موسیقی مشغول بود. او اجراهای بسیاری با گروه پایور، به سرپرستی فرامرز پایور و با خوانندگان سرشناسی نظیر نادر گلچین، عبدالوهاب شهیدی و محمدرضا شجریان داشت و به همراه این گروه، کنسرت‌های بسیاری در کشورهای اروپایی و آسیایی به اجرا گذاشت.
هوشنگ ظریف همراه با ارکسترهای موسیقی وابسته به وزارت فرهنگ و هنر، برای ۲۰ سال، برنامه‌های موسیقی ایرانی در حافظیه شیراز و سایر شهرهای ایران و کشورهایی نظیر: آمریکا، شوروی، کانادا، ژاپن، فرانسه، انگلیس، آلمان غربی، ایتالیا، مصر، تونس، مراکش، الجزایر، هند، پاکستان، ترکیه و همهٔ کشورهای اروپای شرقی برگزار کرد.
هوشنگ ظریف همچنین در سال ۱۹۷۳ با هدف اجرای برنامه‌های آموزشی موسیقی سنتی ایرانی، در بخش موسیقی شماری از دانشگاه‌های آمریکا، به سراسر این کشور سفر کرد. او در سال ۱۹۷۵ در جشنواره موسیقی «شانکار لعل» هند شرکت کرد و در بیست و یکمین جشنواره جهانی موسیقی که در همان سال، در فرانسه برپا شده بود، حضور یافت.
هوشنگ ظریف با اجرای کنسرت‌های موسیقی ایرانی در وین پایتخت اتریش، موجب شناساندن بیش از پیش موسیقی ایرانی به این مرکز موسیقی اروپا شد. وی در سال ۱۹۸۵ با هدف گسترش موسیقی سنتی ایران، در جشنواره اینسبورگ شرکت کرد.
هوشنگ ظریف علاوه بر نواختن ساز تار، با نواختن سه‌تار و تنبک نیز آشنایی کامل داشت او همچنین در تدوین روش نوازندگی تنبک با حسین تهرانی همکاری نمود که حاصل آن در کتابی تحت عنوان «آموزش تنبک» به چاپ رسید. از دیگر فعالیت‌های او، تصحیح ردیف‌های آوازی محمود کریمی، آوازخوان سرشناس ایرانی بود که با عنوان کتاب «ردیف آوازی موسیقی سنتی ایران» منتشر شده‌است. او دارای مدرک درجه یک هنری بود و شش سال پیاپی، عضو هیئت مدیره خانه موسیقی ایران و چهار دوره، رئیس هیئت مدیره کانون نوازندگان سازهای ایرانی در خانه موسیقی بود.

## زندگی شخصی
همسر هوشنگ ظریف، پروین صالح نوازندهٔ ویولن و قیچک بوده‌است. آن دو، سال‌ها در کنار یکدیگر عضو گروه پایور بودند.

## درگذشت
هوشنگ ظریف در ۱۷ اسفند ۱۳۹۸ در سن ۸۱ سالگی به علت ایست قلبی درگذشت. مراسم خاکسپاری او، روز ۱۹ اسفند ۱۳۹۸ به صورت خصوصی، به علت دنیاگیری کروناویروس در ایران، در قطعه هنرمندان بهشت زهرا با حضور خانوادهٔ وی و برخی از اهالی موسیقی برگزار شد. او در کنار آرامگاه حسین دهلوی به خاک سپرده شد.

## تمبر یادبود
بهمن ۱۳۹۹، در آیینِ ششمین سال‌نوای موسیقی ایران، از تمبر اختصاصی یادبود هوشنگ ظریف، توسط حسین علیزاده رونمایی شد.

## شاگردان
هوشنگ ظریف شاگردان بسیاری را در هنرستان موسیقی و مؤسسه‌های فرهنگی و کلاس‌های خصوصی و عمومی آموزش داد. از جمله شاگردان وی می‌توان به هنرمندانی چون: حسین علیزاده، داریوش طلایی، ارشد تهماسبی، حمید متبسم شهریار فریوسفی محمد دلنوازی،  مهرداد دلنوازی ، منصور سینکی ، جمال جهانشاد مجید درخشانی ، هوشنگ فراهانی اشاره نمود.

## آثار هنری
از میان آثار هنری او می‌توان به کتاب‌ها و مجموعه‌های صوتی زیر اشاره نمود:
- نُت‌نگاری و ویرایش چهار کتاب دربارهٔ لطف‌الله مجد، جلیل شهناز و فرهنگ شریف و ابراهیم سرخوش
- مجموعه‌های صوتی تکنوازی‌های هوشنگ ظریف از جمله دشتی و اصفهان، همنوازی با فرامرز پایور در آثار گوناگون وی، اجرای گوشه‌هایی از ردیف موسی معروفی با تلاش کامبیز روشن‌روان
- کتاب دستور مقدماتی تار، کتاب یکم و دوم هنرستان
- کتاب مجموعه قطعات، نوشته هوشنگ ظریف

### آثار صوتی
آثار صوتی منتشره از وی عبارتند از: 
- ظریف ترین زخمه به ساز
- پرده عشاق
- ذلکش
- فانتزی برای تار و ارکستر
- غریبستان
- برگزیده گل های تازه شماره ۱۰۳ ، ۱۲۴، ۱۳۷ و ۱۵۰
- هم نوازی استادان ۱ و ۲
- آثار درویش خان ۱
- صد سال تار
- تار
- گروه نوازی استاد فرامرز پایور
- گفتگو
- یاد یار مهربان
- سه نوازی در دستگاه ماهور و سه گاه
- ارغوان